# Bob il giocatore
Bob il giocatore (Bob le flambeur) è un film del 1956 diretto da Jean-Pierre Melville.
Si tratta del primo film noir del regista francese, basato su un soggetto di Auguste Le Breton, con protagonisti Roger Duchesne, Isabelle Corey e Daniel Cauchy.

## Trama
Robert Montagné, soprannominato "Bob il giocatore", frequentatore incallito di ritrovi malfamati dove si pratica il gioco d'azzardo, trovatosi al verde, progetta con dei complici una rapina al casinò di Deauville. Preso dal gioco, tuttavia, si dimentica completamente dell'ora e comincia a vincere, facendo saltare il banco e guadagnando il denaro che doveva rubare. A quel punto però, la polizia interviene uccidendo uno dei suoi complici e arrestando Bob con il resto della banda.

## Critica
Il film è il quarto lungometraggio di Melville, nonché la sua prima opera in pieno stile noir. Molto apprezzata dalla critica, la pellicola è stata molto influenzata nelle atmosfere e nella struttura della narrazione da film statunitensi dello stesso genere, come Giungla d'asfalto (1950) di John Huston.
Secondo lo scrittore Mauro Gervasini, Bob le flambeur, essendo il primo esperimento noir del regista, presenta delle particolarità che lo rendono originale e diverso dalle altre sue opere: nella narrazione ci sono vari aspetti di commedia e piccole sfumature ironiche.